# Lin Li (nuotatrice)
Lin Li (林莉S, Lín LìP; Nantong, 4 maggio 1970) è un'ex nuotatrice cinese.

## Biografia
Specializzata nei misti, la Li è stata una delle prime atlete cinesi a vincere, in una gara di nuoto, una medaglia d'oro alle Olimpiadi, avendo trionfato nei 200m misti nel 1992 a Barcellona con il tempo di 2'11"65, certificato anche nuovo primato mondiale.
Ha inoltre collezionato due vittorie ai mondiali di Perth 1991 nei 200m e nei 400m misti, e quattro medaglie alle Universiadi del 1991 (tre ori e un argento).
Attualmente è coach di nuoto in California, presso il Saratoga Star Aquatics-Live.

## Palmarès
- Giochi olimpici

Barcellona 1992: oro nei 200m misti e argento nei 400m misti e 200m rana.
Atlanta 1996: bronzo nei 200m misti.
- Mondiali:

Perth 1991: oro nei 200m misti e 400m misti.
- Giochi PanPacifici:

Tokyo 1989: oro nei 200m misti.
Edmonton 1991: bronzo nei 400m misti.
- Universiade

Sheffield 1991: oro nei 200m dorso, 200m misti e nei 400m misti e argento nei 200m rana.
- Vincitrice della Coppa del Mondo di misti nel 1993